# 文耈罗
文耈罗（1990年5月13日—）是一名韩国举重运动员，身高1.57米。2010年，在广州亚运会63公斤级举重比赛中以229千克的成绩获得第四名。